# VSTO
VSTO (Visual Studio Tools for Office) är utvecklingverktygen som används för att skapa tilläggsmoduler till Microsoft Office 2003 och senare Office-versioner, baserade på .NET Framework. Verktygen (mallar till Microsoft Visual Studio och ett runtimebibliotek) gör att Office-programmen kan exponera funktionalitet via typsystemet i .NET. På det här sättet kan tillägg till Office-programmen skrivas i CLI-kompatibla programspråk och använda funktioner och gränssnitt från Office-programmen i .NET-baserade program.